# Popivka, Dîkanka
Popivka (în ucraineană Попівка) este un sat în comuna Baleasne din raionul Dîkanka, regiunea Poltava, Ucraina.

## Demografie
Componența lingvistică a localității Popivka
     Ucraineană (100%)
Conform recensământului din 2001, toată populația localității Popivka era vorbitoare de ucraineană (100%).